# Geografia de Txèquia

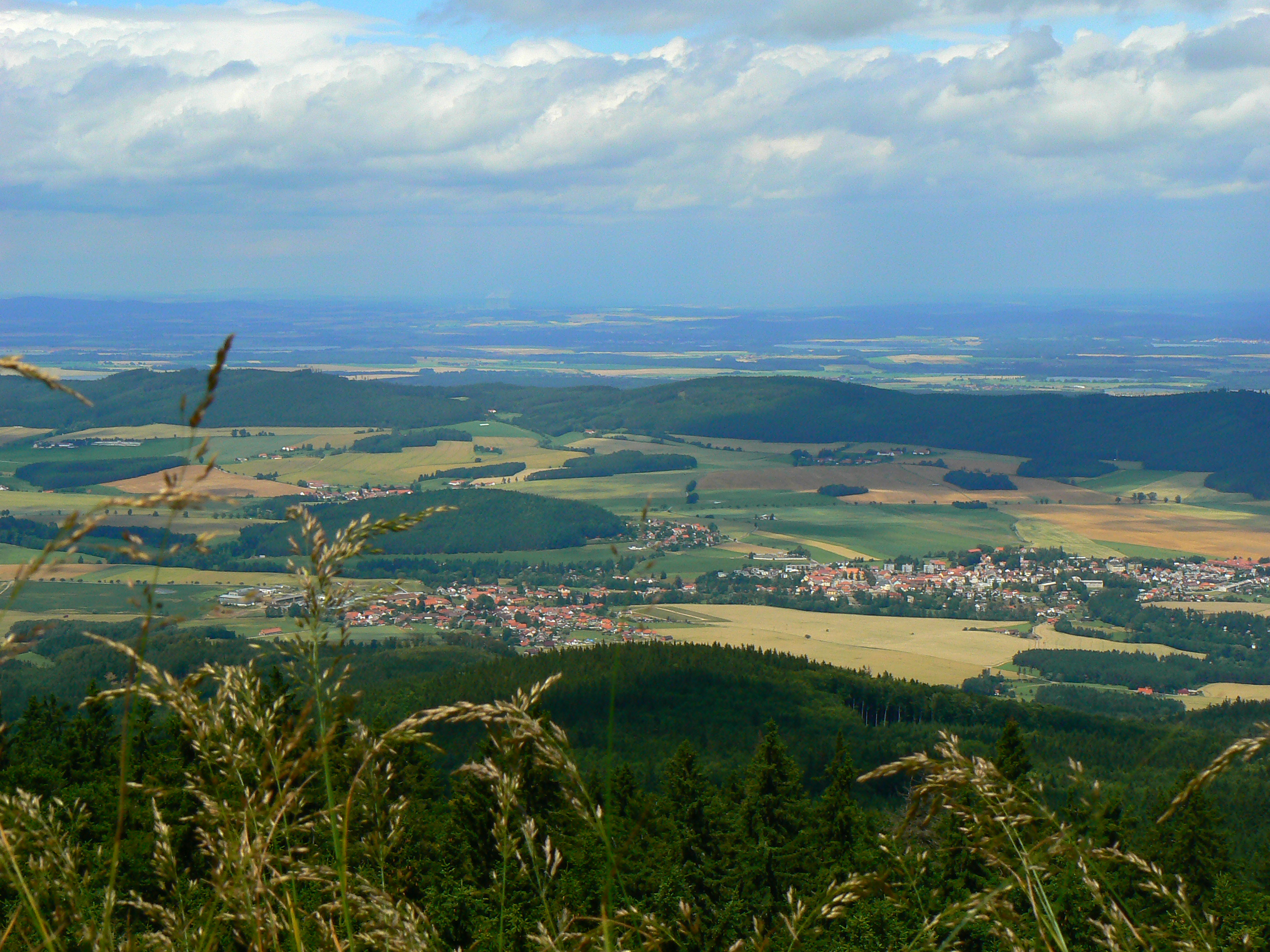
Vista des de la torre de la muntanya Klet

La República Txeca (nom local, Česká Republika) és un estat d'Europa central, al sud d'Alemanya i Polònia. Limita també amb Àustria i Eslovàquia.

## Geografia física
Està formada per les regions tradicionals de Bohèmia i Moràvia. Té una superfície de 78.866 km², comparable a la de Portugal, Àustria o Irlanda. És un estat sense litoral, estratègicament situat en les rutes terrestres més antigues i significatives d'Europa.

### Relleu
El paisatge de la República Txeca és variat; Bohèmia, a l'oest, és una conca drenada pel riu Elba i Vltava envoltada de muntanyes baixes, on es troba el punt més alt del país, el Sněžca que arriba als 1.601 msnm i és al Krkonose. El "quadrilàter de Bohèmia" és una plana envoltada de les muntanyes Sudets, les Metal·líferes, Krkonose (Riguessin Gebirge) i la selva de Bohèmia, que formaven històricament la frontera natural dels Països Txecs. En txec els noms d'aquestes muntanyes són: al nord-est els Krkonose, Sudets i Jeseniky; al nord-oest, Krusné Hory; al sud-oest el Cesky Els i el Sumava. Només la frontera sud-est manca de cadenes muntanyenques. El punt més baix és la sortida del riu Elba del territori txec.
Moràvia, la part oriental, és també muntanyenca; és formada per un solc subalpí situat entre els Carpats occidentals a l'est i els pujols de Moràvia a l'oest, que és el que la separa de Bohèmia. La Porta Morava (en txec, Moravská brána) és un corredor militar tradicional entre la plana nord-europea i el Danubi a Europa central. És un tret geomorfològic de la zona morava de la República Txeca formada per la depressió entre els Carpats a l'est i els Sudets a l'oest. El recorre el drenatge entre el riu Òder superior i la mar Bàltica al nord i el riu Becva de la conca del Danubi.

### Rius i llacs
Els principals rius de República Txeca són l'Elba i els seus afluents el Vltava i l'Ohre; el Vltava, amb els seus nombrosos afluents, drena Moràvia. Aquests cursos d'aigua de la República Txeca flueixen a tres mars diferents: la del Nord, la Bàltica i la Negra. A l'Elba i d'ací a la mar del Nord van l'Elba (Labe), l'Ohři, el Teplá i el Vltava. L'Òder passa per la conca a la qual dona nom i que acaba al Bàltic. La conca del Vltava va a la mar Negra, i els seus cursos més destacats són el Vltava i el Regen o Řezná.

### Clima
La República Txeca té un clima continental temperat, amb estius relativament càlids i hiverns freds, ennuvolats i amb neu. El clima continental és extrem a Bohèmia i temperat a Moràvia.

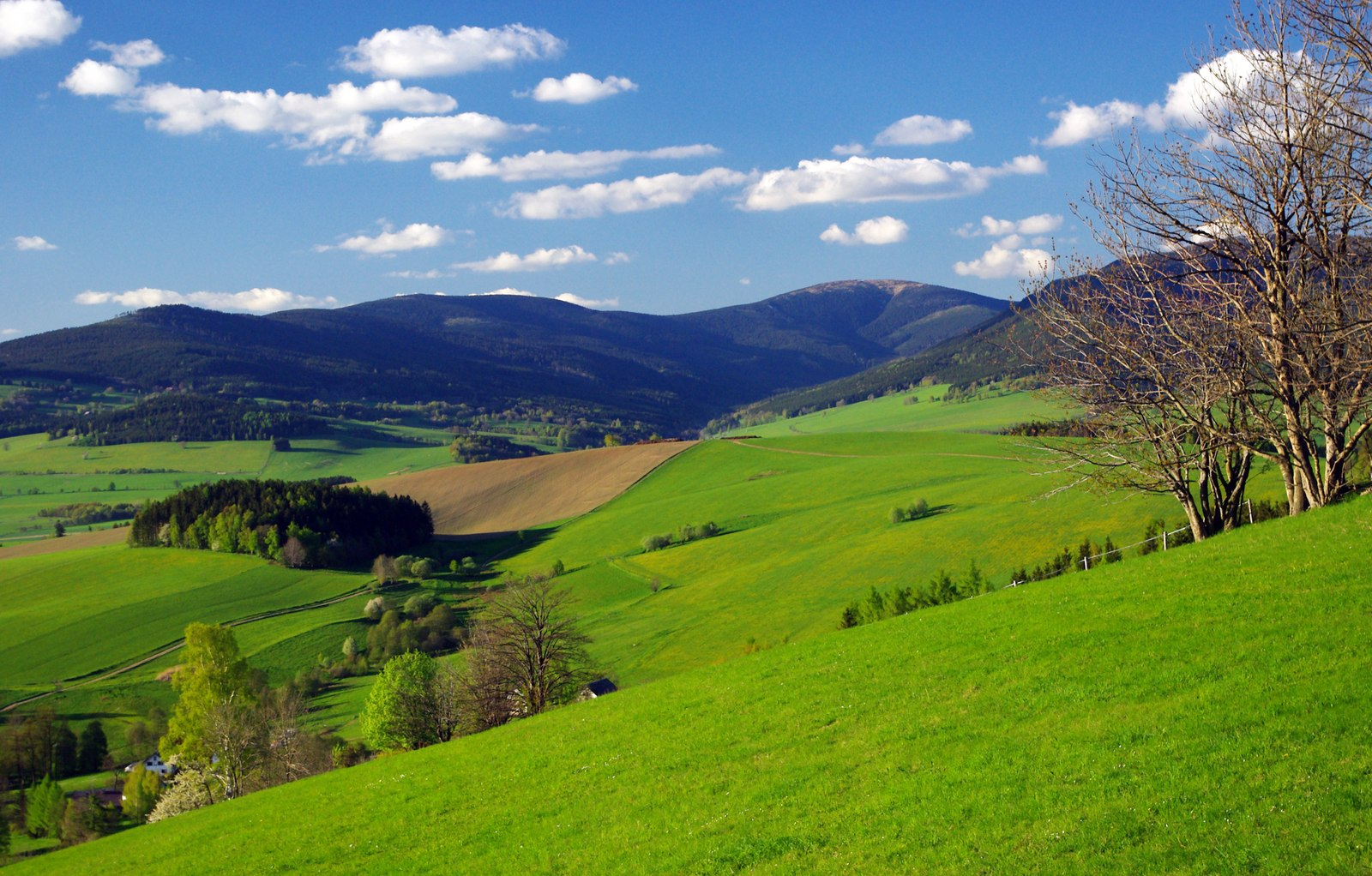
Turons de Kralicky Sneznik

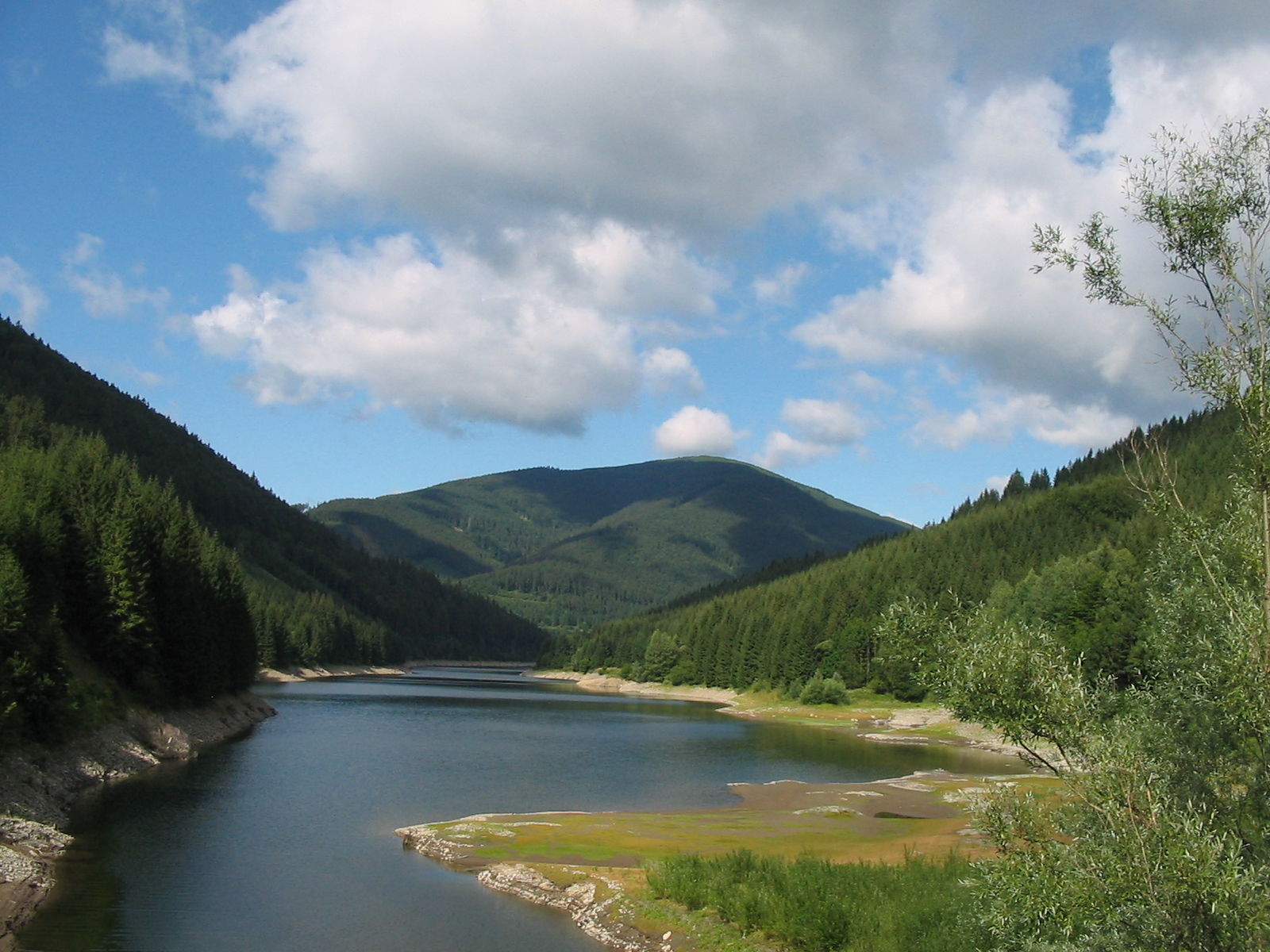
Presa de Sance, part dels Beskides moravosilesis

La major part de la pluja cau durant l'estiu. La diferència de temperatura entre estiu i hivern és relativament alta, per la posició geogràfica sense eixida a la mar.
A la República Txeca, les temperatures varien enormement, depenent de l'altitud. A altituds més elevades, les temperatures baixen i les precipitacions s'incrementen. La zona més humida se'n troba al voltant de Bily Potok, a les muntanyes Jizera i la regió més seca és el districte de Louny al nord-oest de Praga. Un altre factor important és la distribució de les muntanyes; per tant, el clima és prou variat.
Al pic més alt de Sněžca (1.602 msnm), la temperatura mitjana és només de -0,4 °C, mentre que a les planes de la regió de Moràvia Meridional, la temperatura mitjana arriba fins a 9 °C. La capital, Praga, té una temperatura mitjana semblant, tot i que influïda per factors urbans.
El mes més fred sol ser gener, seguit de febrer i desembre. Durant aquests mesos, hi ha normalment neu a les muntanyes i de vegades a les principals ciutats i a la plana. Durant març, abril i maig, la temperatura usualment s'incrementa aviat, sobretot a l'abril, quan la temperatura i el temps tendeixen a variar al llarg del dia. La primavera es caracteritza per alts nivells d'aigua, pel desglaç de la neu, amb inundacions ocasionals.
El mes més càlid de l'any és juliol, seguit d'agost i juny. De mitjana, les temperatures a l'estiu són al voltant de vint graus més altes que a l'hivern. L'estiu també es caracteritza per pluja i tempestes.
La tardor generalment comença a setembre, que és encara relativament càlid i sec. A l'octubre, les temperatures solen caure per sota de 15 i 10 °C i els arbres caducifolis comencen a perdre fulles. A la fi de novembre, les temperatures són al voltant del punt de congelació.
| Paràmetres climàtics mitjans de | Paràmetres climàtics mitjans de | Paràmetres climàtics mitjans de | Paràmetres climàtics mitjans de | Paràmetres climàtics mitjans de | Paràmetres climàtics mitjans de | Paràmetres climàtics mitjans de | Paràmetres climàtics mitjans de | Paràmetres climàtics mitjans de | Paràmetres climàtics mitjans de | Paràmetres climàtics mitjans de | Paràmetres climàtics mitjans de | Paràmetres climàtics mitjans de | Paràmetres climàtics mitjans de |
| Mes                             | Gen.                            | Feb.                            | Mar.                            | Abr.                            | Mai.                            | Jun.                            | Jul.                            | Ago.                            | Set.                            | Oct.                            | Nov.                            | Des.                            | Anual                           |
| ------------------------------- | ------------------------------- | ------------------------------- | ------------------------------- | ------------------------------- | ------------------------------- | ------------------------------- | ------------------------------- | ------------------------------- | ------------------------------- | ------------------------------- | ------------------------------- | ------------------------------- | ------------------------------- |
| Font:                           |                                 |                                 |                                 |                                 |                                 |                                 |                                 |                                 |                                 |                                 |                                 |                                 |                                 |

### Medi ambient
La vegetació natural n'és formada per extenses prades i boscs, especialment de coníferes. El bioma dominant n'és el bosc temperat de frondoses, tot i que també hi ha bosc temperat de coníferes als Carpats. WWF divideix el territori de la República en quatre ecoregions:
- Bosc de frondoses d'Europa occidental, a les terres altes de l'oest
- Bosc mixt de Pannònia, al sud-est
- Bosc montà dels Carpats, a l'extrem est
- Bosc mixt d'Europa central, a la resta de l'estat

D'acord amb la normativa de la Unió Europea, el territori es divideix en dues regions biogeogràfiques: continental i pannònica. Té sis reserves de la biosfera: Krivoklatsko, conca del Trebon, Moràvia inferior, Sumava, Bílé Karpathy i Krkonose. 54.681 hectàrees estan protegides com a aiguamolls d'importància internacional a l'empara del conveni de Ramsar, en total, 12 llocs. Té quatre parcs nacionals: Podyji, Sumava, Krkonoši i Ceske Svycarsko.
El principal risc natural en són les inundacions. Les preocupacions mediambientals són la contaminació atmosfèrica i de l'aigua en zones del nord-oest de Bohèmia i Moràvia septentrional al voltant d'Ostrava presenten riscs per a la salut; la pluja àcida danya els boscs; els esforços per adequar la indústria als codis de la Unió Europea haurien de millorar la contaminació domèstica.

## Geografia humana

La República Txeca, la seua ubicació a l'Europa central i les principals poblacions

Té una població de 10.211.905 habitants (juliol de 2009). La seua densitat demogràfica és de 129,48 habitants per km². El 73% viu en zones urbanes (2008).
Segons el cens de 2001, el principal grup ètnic són els txecs: 90,4%, després hi ha moravians: 3,7%, eslovacs: 1,9 % i altres: 4%. L'idioma més parlat és el txec: 94,9%, però també hi ha minories que parlen eslovac: 2% i altres: 2,3%, sense identificar: 0,8%. Hi ha un 26,8% de catòlics, 2,1% de protestants, sense especificar: 8,8%, sense significar-se: 59%.
La capital n'és Praga (1.188.126 hab., 2006), també capital de la regió històrica de Bohèmia. Altres poblacions importants són Brno (388.000 hab.), Ostrava (326.303 hab., 1994), Plzen (165.000 hab.), Ústí nad Labem (gairebé 100.000 hab.) i Ceské Budejovice (94.622 hab., 2005). Famosa n'és la ciutat balneària de Karlovy Vary (51.537 hab., 2005), també coneguda pel seu nom alemany Karlsbad.
L'estat es divideix en 13 regions (kraje, singular: kraj) i Praga (Praha), capital (hlavni mesto): Bohèmia meridional (Jihocesky), Moravia meridional (Jihomoravsky), Karlovarsky, Kralovehradecky, Liberecky, Moràvia i Silèsia (Moravskoslezsky), Olomouc, Pardubice, Plzen (Plzensky), Stredpcesky (Bohèmia central), Ustí, Vysocina i Zlín.

## Geografia econòmica

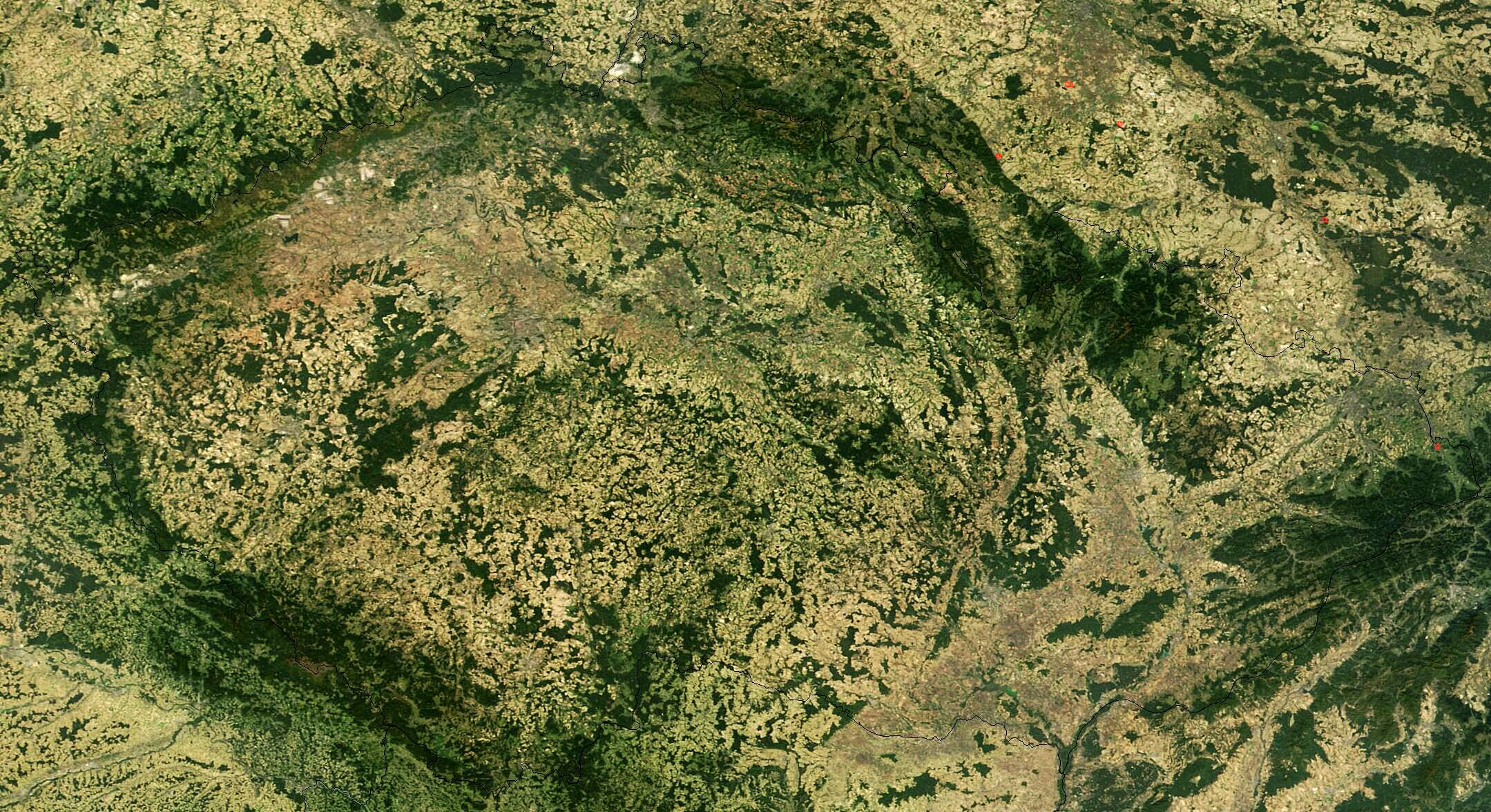
Imatge de satèl·lit

Txèquia té pocs recursos naturals: antracita, carbó mineral, caolinita, argila, grafit i fusta i depén dels recursos energètics i de les matèries primeres externes. Quant a l'ús de la terra, cal diferenciar entre la terra arable, 41%; les collites permanents, 2%; els pasturatges permanents, 11%; boscs i fusta, 34% i altres, 12% (1993). El regadiu abasta 240 km² (2005). Les dades per a l'any 2005 eren: terra arable 38,82%, collites permanents 3% i altres 58,18%.
La composició del PIB per sector és: agricultura 2,8%, indústria 35% i serveis 62,3% (2009). L'agricultura empra el 3,6% de la població activa, la indústria el 40,2% i els serveis el 56,2% (2007).
Sota el règim comunista, l'URSS subministrava la major part del gas natural i petroli a Txecoslovàquia. La República Txeca és una de les més estables i pròsperes dels estats postcomunistas de l'Europa central i oriental. Mantenir un entorn obert a les inversions ha estat un element clau de la transició de la República Txeca des d'una economia comunista planificada a una economia de mercat en funcionament. Com a membre de la Unió Europea, amb una ubicació avantatjosa al centre europeu, una estructura de cost relativament baixa i una població activa ben qualificada, la República Txeca és una destinació atractiva per a la inversió estrangera. Abans d'entrar en la Unió Europea el 2004, el govern txec harmonitzà les seues lleis a les de la Unió Europea. La petita economia txeca, oberta i dirigida a l'exportació, cresqué més del 6% anualment en el 2005-2007 i el fort creixement econòmic continuà en els primers tres trimestres de l'any 2008. Malgrat la crisi financera global, el conservador sistema financer txec ha romàs relativament sa, tot i que baixà el creixement econòmic a causa de la davallada de les exportacions.
Els principals productes agrícoles en són: cereals (blat, ordi, sègol), creïlles, remolatxa, llúpol i fruita. La ramaderia n'és sobretot porcina i d'aviram. Quant als productes industrials, cal citar-ne: automòbils, metal·lúrgia (a Plzen i Kladno), maquinària i equipament, cristall i armament.